# Ajos Konstandinos
Ajos Konstandinos (gr. Άγιος Κωνσταντίνος)  – wieś w Republice Cypryjskiej, w dystrykcie Limassol. W 2011 roku liczyła 137 mieszkańców.